# خزه‌تباران

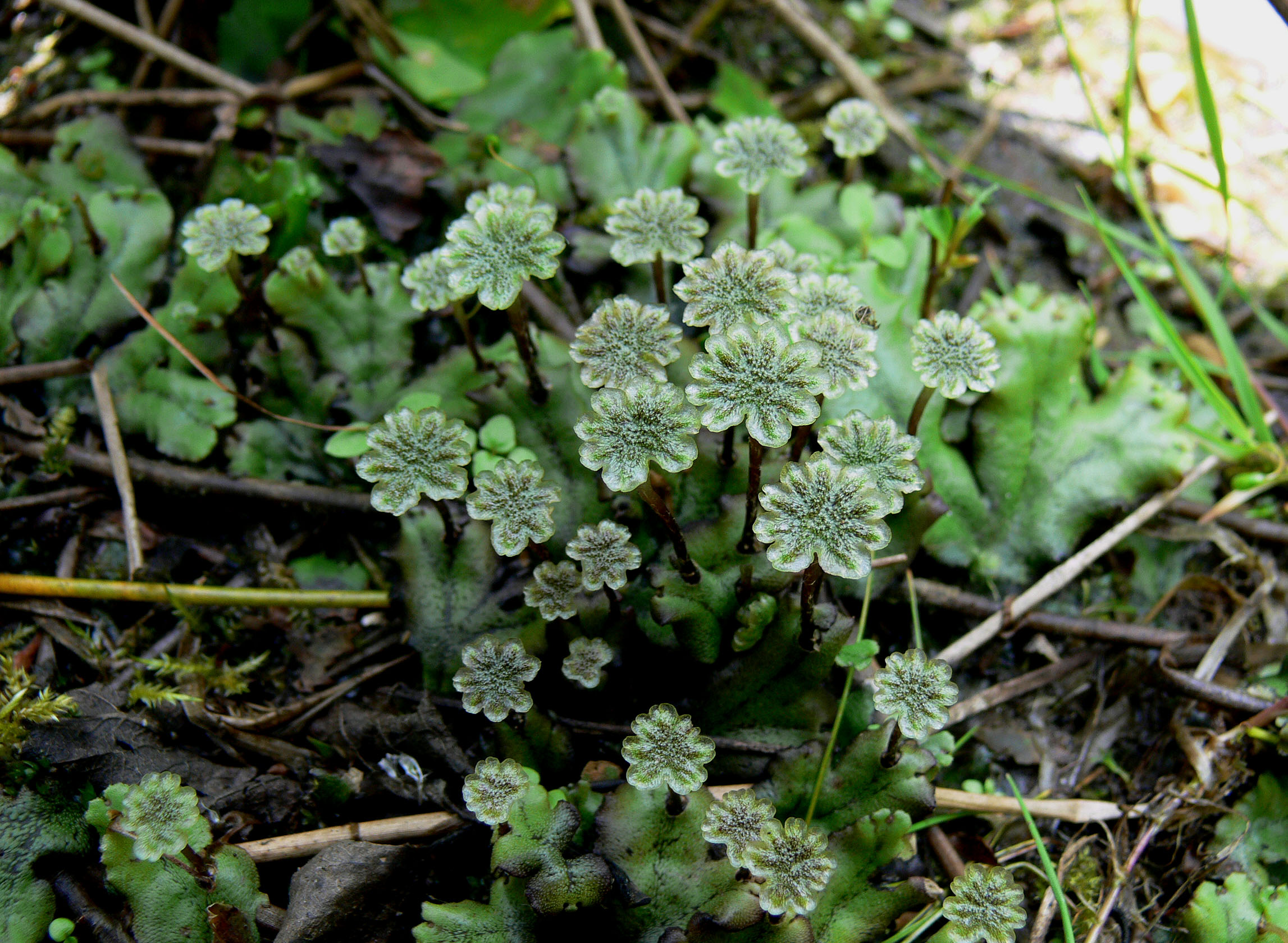
Marchantia, از جگرواشان.

خزه‌تباران (Bryophyta) شاخه‌ای از گیاهان غیرآوندی رطوبت‌پسند هستند که دارای رشد محوری و پوشینه‌های کوتاه می‌باشند. خزه‌تباران از ساده‌ترین گیاهان و گروه‌های ابتدایی جنین‌داران (embryophyta) هستند. موقعیت این گیاهان بین تالوفیت‌ها و پتریدوفیت‌ها می‌باشد. این گیاهان حدود ۹۶۰ جنس و ۲۴۰۰۰ گونه دارند که در همه نقاط زمین به ویژه نقاط مرطوب یافت می‌شوند. فسیل خزه‌ها در دوران ترشیاری گزارش شده‌است.

## ویژگی‌های عمومی
1. گامتوفیت و اسپروفیت از نظر شکل ظاهری با یکدیگر متفاوت‌اند.
2. گامتوفیت طولانی مستقل و سبز دارند در حالی که اسپروفیت کاملاً به گامتوفیت وابسته است.
3. در شکل ابتدایی گامتوفیت تال مانند و در شکل پیشرفته گامتوفیت افراشته‌است
4. ریشه حقیقی ندارند در عوض جذب و ثبات در بستر به کمک ساختارهای رشته‌ای به نام ریزوئید انجام می‌شود.
5. ریزوئیدها گاه تک سلولی و غیر منشعب یا پر سلولی و منشعب اند.
6. پیکره گیاه از سلول‌های پارانشیمی تشکیل شده و بدون زایلم و فلوئم و ویژگی‌های گیاهان آوندی است.
7. تولید مثل در آنان به راه‌های رویشی و جنسی انجام می‌شود.
8. تولید مثل رویشی با ایجاد انشعابات نابجا یا از طریق ساختارهای خاص مانند غده و جام جوانه اجام می‌شود.
9. تولید مثل جنسی به روش اُاُگامی با تشکیل اندام‌های جنسی چند سلولی انجام می‌شود.
10. اندام جنسی نر یا همان آنتریدی دارای شکم برجسته است که با لایه نازکی به تام JACET پوشیده شده‌است. این لایه سلول‌های زایای آندروسیت را می‌پوشاند. هر یک از سلول‌های آندروسیت به آنتروزوئید دوتاژکی متحرک تبدیل می‌شود.
11. اندام تولید مثلی ماده اندام بطری مانندی است که باسلول‌های تازا احاطه شده‌اند.
12. بعد از لقاح فوراً تخم شروع به تقسیم می‌کند و تقسیمات آن متقاطع است.
13. اسپروفیت به سه بخش تفکیک می‌شود capsule - seta - foot.
14. سلول‌های درون کپسول با انجام یک میوز سلول‌های n کروموزومی تشکیل می‌دهند.
15. از رویش اسپور لوله ای به نام فیلامنتوجرم filamentougerm به وجود می‌آید که به گامتوفیت جوانی به نام protonema تبدیل می‌شود. از رشد جوانه‌های پروتونما گامتوفیت‌های برافراشته ظاهر می‌شوند[۶]